# 2014년 평양 아파트 붕괴 사고
평양 아파트 붕괴사고는 2014년 5월 13일 조선민주주의인민공화국 평양직할시 평천구역에서 일어난, 23층 미완공 고층 아파트가 붕괴된 초대형 사고로, 조선민주주의인민공화국 조선중앙통신에서는, 사건이 벌어지고 나서 5일이 지난, 동년 5월 18일 처음으로 수백명 이상의 대규모 인명피해가 발생한 것으로 보도했다.
대한민국 통일부 관계자는 "오후 평양시 평천구역 안산1동의 23층 아파트가 붕괴됐다"며 "북한에서는 건물 완공 전에 입주하는 경우가 일반적인데, 이 아파트에도 92세대가 살고 있었을 것으로 추정된다"고 밝혔다.

## 평양,스마트폰으로 아파트 붕괴 소식 확산[2]
2014년 5월 22일 일본의 언론매체인 아시아프레스에 따르면 아파트가 무너진 직후 건물 잔해더미에 묻힌 생존자가 스마트폰이나 혹은 피처폰으로 구조를 요청하거나 가족과 연락하면서 사고 소식이 평양 시민 사이에 순식간에 퍼져나갔다고 밝혔다.
아시아프레스는 휴대전화를 통해 아파트 붕괴소식이 순식간에 확산했다는 말을 여러 정보협력자를 통해 들었으며 조선민주주의인민공화국이 아파트 붕괴에 관한 정보의 확산을 막는데 실패하였다.
실제로 조선민주주의인민공화국은 사고 발생 5일 째인 지난 18일 이례적으로 아파트 붕괴사고에 대해 직접 사과하고 이를 관영매체를 통해 보도했으며 그 배경에는 이번 사고에 대한 잘못을 신속히 인정해 피해자인 핵심지지층의 불만을 서둘러 잠재우고 김정은 제1위원장이 민심을 세심하게 살피는 지도자라는 점을 대내외에 보여주려는 의도가 있다.
하지만 아파트 붕괴 사고 소식을 더는 감출 수 없을 만큼 빠른 정보의 확산과 특히 MMS 서비스로 인하여 조선민주주의인민공화국이 이번 참사를 이례적으로 공식 인정한 이유 중 하나였다.
조선민주주의인민공화국에서 아파트 붕괴 소식이 휴대전화를 통해 순식간에 알려지면서 당국이 참사 소식을 예전처럼 감출 수 없다는 인식을 가져 앞으로 평양은 물론 북한 내에서 정보 유통의 매개체로 휴대전화의 긍정적인 역할을 기대해 볼 수 있다.

## 결과
도쿄신문은 북한 정보통을 인용 아파트 건설 공사를 실질적으로 지휘한 인민군 7총국장은 해임과 동시에 정치범수용소행 처분을 받았고 설계와 시공을 담당한 기술자 4명은 총살되었다.
신문은 또 사망자수는 500명에 달한다는 정보가 평양에서 퍼지고 있다고 소개했으며 사고 원인은 아직 명확히 밝혀지지 않았지만 건설 관계자의 시멘트 등 자재 빼돌리기가 있었으며 배낭 1개 분량의 시멘트가 암시장에서 1만 6,000원에 거래되기도 했다고 도쿄신문은 전했다.